# AstroTurf
AstroTurf es una marca de césped artificial. Aunque el término es una marca registrada, se utiliza a veces como una descripción genérica de cualquier tipo de césped artificial. El producto original AstroTurf era un montón de césped sintético corto mientras que los productos actuales incorporan características modernas, como la protección antimicrobiana, relleno de caucho, los sistemas de respaldo y las fibras de nailon, hilo y plástico.
La principal razón para incorporar césped artificial en los campos de juego es la de reducir el costo de colocación de césped natural, especialmente en los deportes de interior.

## Historia
AstroTurf fue co-inventado en 1965 por Donald L. Elbert, James M. Faria, y Robert T. Wright, los empleados de Monsanto. Fue patentado en 1967 y vendido originalmente bajo el nombre de Chemgrass. Su nombre fue cambiado a AstroTurf por John A. Wortmann, empleado de la compañía, después de su primer uso, muy publicitado, en el estadio Astrodome de Houston en 1966.
En 1987, Monsanto consolidó la gestión, comercialización y actividades técnicas de Astroturf en Dalton, Georgia, como AstroTurf Industries, Inc. En 1988 Balsam AG adquirió la totalidad del capital de AstroTurf Industries, Inc. En 1994, Southwest Recreational Industries, Inc. (SWRI) adquirió la marca de césped artificial. En 1996 SWRI fue adquirida por American Sports Products Group Inc. (ASPG). En 2001, SWRI lanzó un sistema de césped llamado NexTurf. En 2003 SWRI cambió su nombre a SRI Sports y un año después se declaró en quiebra y la empresa matriz, ASPG, retuvo los derechos del césped artificial. En el año 2005, Textile Management and Associates (TMA) adquirió los activos de propiedad intelectual y AstroTurf de ASPG y comenzó a comercializar la marca AstroTurf con la empresa AstroTurf, LLC. En 2006, General Sports Venue (GSV) se convirtió en socio de TMA de la marca AstroTurf para el mercado americano. AstroTurf, LLC se encarga de la comercialización de AstroTurf en el resto del mundo.

## Producto e instalación

### Años 1960

#### 1965
El Moses Brown School en Providence, Rhode Island, instala césped artificial.

#### 1966
Primera instalación importante de AstroTurf (ChemGrass) en el estadio Astrodome en Houston de los Astros de Houston. La parte interior del campo estaba en su lugar antes de la jornada inaugural, en abril; los alrededores se instalaron a principios de verano.

#### 1967
AstroTurf se instala por primera vez en un estadio al aire libre en el Memorial Stadium de la Universidad Estatal de Indiana, en Terre Haute.

#### 1968
Apertura de una fábrica de AstroTurf en Dalton, Georgia.

### Años 1970

#### 1970
Los Rojos de Cincinnati jugaron sobre el césped en el partido de la Serie Mundial de 1970.
El patio de la casa de La Tribu de los Brady (serie televisiva), entre la entrada de servicio y el garaje, y en la perrera de Tiger, se había instalado césped artificial.

#### 1974
Miami Dolphins juega contra los Minnesota Vikings sobre el AstroTurf en el Super Bowl VIII en el Rice Stadium, Houston.

#### 1975
Se instala AstroTurf en el primer estadio internacional de hockey sobre césped en el Molson Stadium, Montreal.

### Años 1980

#### 1980
Filis de Filadelfia y Reales de Kansas City juegan toda la Serie Mundial en césped artificial en sus estadios.

#### 1984
AstroTurf instala el primer sistema de drenajes verticales en América del Norte en Ewing, Nueva Jersey en Trenton State College (ahora conocido como el College of New Jersey).

#### 1989
Se instala el primer sistema de elastómeros (E-Layer system) instalado en el William and Mary, así como en la Universidad de California, Berkeley.

### Años 1990

#### 1993
La Serie Mundial fue la cuarta (y última) de la Serie Mundial que se juega por completo en el césped artificial, después de las de 1980, 1985 y 1987, y la última que se jugará en césped artificial hasta el año 2008. A partir de 2010, sólo dos equipos siguen jugando en césped artificial, y ambos están en el Este de la Liga Americana: los Azulejos de Toronto y los Tampa Bay Rays.

#### 1999
Real Madrid C. F. (España) se convierte en el primer club de fútbol europeo que compra un sistema AstroTurf para sus campos de práctica.